# 坎卡韋山
17°01′40″S 70°08′25″W / 17.02778°S 70.14028°W
坎卡韋山（K'ank'awi），是秘魯的山峰，位於該國南部塔克納大區，由坎達拉韋省的坎達拉韋區負責管轄，屬於安地斯山脈的一部分，海拔高度5,300米。